# Gran Premio di Gran Bretagna 2010
Il Gran Premio di Gran Bretagna 2010 si è corso domenica 11 luglio 2010 sul Circuito di Silverstone. La gara è stata vinta dal pilota australiano Mark Webber su Red Bull Racing-Renault.

## Vigilia

### Aspetti tecnici
La gara era stata inizialmente fissata sul Circuito di Donington Park, tracciato che aveva già ospitato una gara valida per il mondiale di Formula 1 nel 1993, il Gran Premio d'Europa. Successivamente, a causa di difficoltà organizzative, la FIA ha deciso di mantenere Silverstone quale sede del Gran Premio di Gran Bretagna.
Il tracciato è oggetto di una profonda revisione in quanto dalla stagione 2010 ospita anche il Gran Premio motociclistico di Gran Bretagna. All'altezza della curva Abbey inizia un nuovo tratto, denominato Arena, composto da una parte con curve in successione seguite da un rettilineo che termina alla curva Brooklands. I piloti, tramite la loro organizzazione GPDA, si lamentano per l'eccessiva altezza dei cordoli del tracciato, soprattutto nelle curve Maggots e Becketts.
La Bridgestone, fornitore unico degli pneumatici, annuncia per questo gran premio coperture soft e dure.

### Aspetti sportivi
Nigel Mansell è nominato quale commissario aggiunto nella commissione sportiva della FIA per il gran premio.
Sakon Yamamoto sostituisce Bruno Senna alla HRT, mentre nella prima sessione del venerdì Paul di Resta ha sostituito Vitantonio Liuzzi alla Force India e Fairuz Fauzy ha preso il posto di Jarno Trulli alla Lotus.
La gara è programmata nella stessa data della finale del Campionato del mondo di calcio; è la settima volta che una coincidenza del genere si verifica (era già accaduto nel Gran Premio di Francia 1954, nel Gran Premio del Belgio 1962, nel Gran Premio d'Olanda 1970, nel Gran Premio di Francia 1974, nel Gran Premio di Francia 1990 e nel Gran Premio di Gran Bretagna 1998).

## Prove
Nella prima sessione del venerdì si è avuta questa situazione:
| Pos | Nº | Pilota           | Costruttore      | Tempo    | Gap    | Giri |
| --- | -- | ---------------- | ---------------- | -------- | ------ | ---- |
| 1   | 5  | Sebastian Vettel | RBR-Renault      | 1'32"280 |        | 22   |
| 2   | 2  | Lewis Hamilton   | McLaren-Mercedes | 1'32"614 | +0"334 | 16   |
| 3   | 11 | Robert Kubica    | Renault          | 1'32"725 | +0"445 | 21   |

Nella seconda sessione del venerdì si è avuta questa situazione:
| Pos | Nº | Pilota           | Costruttore | Tempo    | Gap    | Giri |
| --- | -- | ---------------- | ----------- | -------- | ------ | ---- |
| 1   | 6  | Mark Webber      | RBR-Renault | 1'31"234 |        | 15   |
| 2   | 8  | Fernando Alonso  | Ferrari     | 1'31"626 | +0"392 | 26   |
| 3   | 5  | Sebastian Vettel | RBR-Renault | 1'31"875 | +0"641 | 25   |

Nella sessione del sabato mattina si è avuta questa situazione:
| Pos | Nº | Pilota           | Costruttore | Tempo    | Gap    | Giri |
| --- | -- | ---------------- | ----------- | -------- | ------ | ---- |
| 1   | 5  | Sebastian Vettel | RBR-Renault | 1'30"958 |        | 14   |
| 2   | 6  | Mark Webber      | RBR-Renault | 1'30"992 | +0"034 | 15   |
| 3   | 8  | Fernando Alonso  | Ferrari     | 1'31"101 | +0"143 | 10   |

## Qualifiche
Nella sessione di qualifica si è avuta questa situazione:
| Pos | Nº | Pilota             | Costruttore          | Q1       | Q2       | Q3       | Griglia |
| --- | -- | ------------------ | -------------------- | -------- | -------- | -------- | ------- |
| 1   | 5  | Sebastian Vettel   | RBR-Renault          | 1'30"841 | 1'30"480 | 1'29"615 | 1       |
| 2   | 6  | Mark Webber        | RBR-Renault          | 1'30"858 | 1'30"114 | 1'29"758 | 2       |
| 3   | 8  | Fernando Alonso    | Ferrari              | 1'30"997 | 1'30"700 | 1'30"426 | 3       |
| 4   | 2  | Lewis Hamilton     | McLaren-Mercedes     | 1'31"297 | 1'31"118 | 1'30"556 | 4       |
| 5   | 4  | Nico Rosberg       | Mercedes GP          | 1'31"626 | 1'31"085 | 1'30"625 | 5       |
| 6   | 11 | Robert Kubica      | Renault              | 1'31"680 | 1'31"344 | 1'31"040 | 6       |
| 7   | 7  | Felipe Massa       | Ferrari              | 1'31"313 | 1'31"010 | 1'31"172 | 7       |
| 8   | 9  | Rubens Barrichello | Williams-Cosworth    | 1'31"424 | 1'31"126 | 1'31"175 | 8       |
| 9   | 22 | Pedro de la Rosa   | BMW Sauber-Ferrari   | 1'31"533 | 1'31"327 | 1'31"274 | 9       |
| 10  | 3  | Michael Schumacher | Mercedes GP          | 1'32"058 | 1'31"022 | 1'31"430 | 10      |
| 11  | 14 | Adrian Sutil       | Force India-Mercedes | 1'31"109 | 1'31"399 | N.D.     | 11      |
| 12  | 23 | Kamui Kobayashi    | BMW Sauber-Ferrari   | 1'31"851 | 1'31"421 | N.D.     | 12      |
| 13  | 10 | Nicolas Hülkenberg | Williams-Cosworth    | 1'32"144 | 1'31"635 | N.D.     | 13      |
| 14  | 1  | Jenson Button      | McLaren-Mercedes     | 1'31"435 | 1'31"699 | N.D.     | 14      |
| 15  | 15 | Vitantonio Liuzzi  | Force India-Mercedes | 1'32"226 | 1'31"708 | N.D.     | 20      |
| 16  | 12 | Vitalij Petrov     | Renault              | 1'31"638 | 1'31"796 | N.D.     | 15      |
| 17  | 16 | Sébastien Buemi    | STR-Ferrari          | 1'31"901 | 1'32"012 | N.D.     | 16      |
| 18  | 17 | Jaime Alguersuari  | STR-Ferrari          | 1'32"430 | N.D.     | N.D.     | 17      |
| 19  | 19 | Heikki Kovalainen  | Lotus-Cosworth       | 1'34"405 | N.D.     | N.D.     | 18      |
| 20  | 24 | Timo Glock         | Virgin-Cosworth      | 1'34"775 | N.D.     | N.D.     | 19      |
| 21  | 18 | Jarno Trulli       | Lotus-Cosworth       | 1'34"864 | N.D.     | N.D.     | 21      |
| 22  | 25 | Lucas Di Grassi    | Virgin-Cosworth      | 1'35"212 | N.D.     | N.D.     | 22      |
| 23  | 20 | Karun Chandhok     | HRT-Cosworth         | 1'36"576 | N.D.     | N.D.     | 23      |
| 24  | 21 | Sakon Yamamoto     | HRT-Cosworth         | 1'36"968 | N.D.     | N.D.     | 24      |

Con i tempi in grassetto sono visualizzate le migliori prestazioni in Q1, Q2 e Q3.

## Gara

### Resoconto
Alla partenza Sebastian Vettel è subito attaccato con successo dal compagno di scuderia Mark Webber, che prende la testa. Il pilota tedesco lotta anche con Lewis Hamilton, trovandosi la gomma forata per un contatto con l'ala anteriore della McLaren.
Più dietro Fernando Alonso è passato subito da Robert Kubica e Nico Rosberg; lo spagnolo tenta di resistere a Felipe Massa, le due vetture si toccano e anche Massa è costretto a fermarsi ai box con uno pneumatico forato. Jenson Button, quattordicesimo in griglia, è invece autore di una partenza magistrale che gli permette di guadagnare subito molte posizioni.
Webber transita in testa al termine del primo giro, seguito da Hamilton, Kubica, Rosberg, Alonso, Rubens Barrichello, Michael Schumacher, Jenson Button, Kamui Kobayashi e Adrian Sutil. Massa e Vettel si ritrovano nelle due ultime posizioni.
Webber e Hamilton fanno corsa a sé con l’australiano che allunga di qualche decimo ogni giro. Kubica gira invece 1”5 più lento tenendo dietro il resto del plotone.
Attorno all'undicesimo giro iniziano i primi pit-stop: grazie alla girandola dei cambi Kobayashi riesce a sopravanzare Schumacher e Rosberg passa Kubica installandosi al terzo posto.
Al sedicesimo giro Alonso attacca Kubica. Lo spagnolo passa tagliando però una curva, ma non restituisce immediatamente la posizione al pilota della Renault. Al giro seguente è il turno di Webber ai box: l'australiano ritorna in gara primo, davanti a Hamilton, Button e Nico Hülkenberg, questi ultimi due non hanno ancora cambiato gli pneumatici.
Tre giri dopo Kubica si ritira per un guaio alla trasmissione, mentre Button va ai box al giro 20, scendendo in sesta posizione. Al venticinquesimo giro la Sauber di Pedro de la Rosa perde parte dell'alettone posteriore sul rettilineo dei box. La direzione di gara decide di far entrare la safety car per ripulire il tracciato, consentendo a Massa e Vettel di rientrare in gara.
Alla ripartenza Webber è primo, seguito da Hamilton, Rosberg, Button, Barrichello, Kobayashi, Schumacher, Sutil, Hülkenberg e Petrov. Alonso sconta il drive-through impostogli per la manovra su Kubica e si ritrova sedicesimo.
Nei giri seguenti Sutil passa Schumacher, Alonso passa Buemi, mentre Vettel dà corpo alla sua rimonta sorpassando Massa, Alguersuari, Petrov, Hülkenberg e Schumacher, passando in 10 giri dal quindicesimo all'ottavo posto. Massa è protagonista di un testacoda nei pressi della corsia dei box, rovina gli pneumatici ed è costretto a un pit inatteso. Stessa sorte per Alonso che, nel tentativo di passare Liuzzi, fora uno pneumatico.
La rimonta di Vettel trova un avversario coriaceo in Sutil, che viene passato dopo un lungo duello solo alla penultima tornata. Vince Mark Webber, per la quinta volta in carriera, davanti alla McLaren di Hamilton, a Rosberg su Mercedes e a Button.

### Risultati
I risultati del gran premio sono i seguenti:
| Pos | Nº | Pilota             | Costruttore          | Giri | Tempo/Ritiro                | Griglia | Punti |
| --- | -- | ------------------ | -------------------- | ---- | --------------------------- | ------- | ----- |
| 1   | 6  | Mark Webber        | RBR-Renault          | 52   | 1h24'38"200                 | 2       | 25    |
| 2   | 2  | Lewis Hamilton     | McLaren-Mercedes     | 52   | +1"360                      | 4       | 18    |
| 3   | 4  | Nico Rosberg       | Mercedes GP          | 52   | +21"307                     | 5       | 15    |
| 4   | 1  | Jenson Button      | McLaren-Mercedes     | 52   | +21"986                     | 14      | 12    |
| 5   | 9  | Rubens Barrichello | Williams-Cosworth    | 52   | +31"456                     | 8       | 10    |
| 6   | 23 | Kamui Kobayashi    | BMW Sauber-Ferrari   | 52   | +32"171                     | 12      | 8     |
| 7   | 5  | Sebastian Vettel   | RBR-Renault          | 52   | +36"734                     | 1       | 6     |
| 8   | 14 | Adrian Sutil       | Force India-Mercedes | 52   | +40"932                     | 11      | 4     |
| 9   | 3  | Michael Schumacher | Mercedes GP          | 52   | +41"599                     | 10      | 2     |
| 10  | 10 | Nico Hülkenberg    | Williams-Cosworth    | 52   | +42"012                     | 13      | 1     |
| 11  | 15 | Vitantonio Liuzzi  | Force India-Mercedes | 52   | +42"459                     | 20      |       |
| 12  | 16 | Sébastien Buemi    | STR-Ferrari          | 52   | +47"627                     | 16      |       |
| 13  | 12 | Vitalij Petrov     | Renault              | 52   | +59"374                     | 15      |       |
| 14  | 8  | Fernando Alonso    | Ferrari              | 52   | +1'02"385                   | 3       |       |
| 15  | 7  | Felipe Massa       | Ferrari              | 52   | +1'07"489                   | 7       |       |
| 16  | 18 | Jarno Trulli       | Lotus-Cosworth       | 51   | +1 giro                     | 21      |       |
| 17  | 19 | Heikki Kovalainen  | Lotus-Cosworth       | 51   | +1 giro                     | 18      |       |
| 18  | 24 | Timo Glock         | Virgin-Cosworth      | 50   | +2 giri                     | 19      |       |
| 19  | 20 | Karun Chandhok     | HRT-Cosworth         | 50   | +2 giri                     | 23      |       |
| 20  | 21 | Sakon Yamamoto     | HRT-Cosworth         | 50   | +2 giri                     | 24      |       |
| Rit | 17 | Jaime Alguersuari  | STR-Ferrari          | 44   | Rottura freni               | 17      |       |
| Rit | 22 | Pedro de la Rosa   | BMW Sauber-Ferrari   | 29   | Rottura alettone posteriore | 9       |       |
| Rit | 11 | Robert Kubica      | Renault              | 19   | Differenziale               | 6       |       |
| Rit | 25 | Lucas Di Grassi    | Virgin-Cosworth      | 9    | Probl. idraulici            | 22      |       |

## Classifiche mondiali

### Piloti
| Pos | Pilota             | Punti |
| --- | ------------------ | ----- |
| 1   | Lewis Hamilton     | 145   |
| 2   | Jenson Button      | 133   |
| 3   | Mark Webber        | 128   |
| 4   | Sebastian Vettel   | 121   |
| 5   | Fernando Alonso    | 98    |
| 6   | Nico Rosberg       | 90    |
| 7   | Robert Kubica      | 83    |
| 8   | Felipe Massa       | 67    |
| 9   | Michael Schumacher | 36    |
| 10  | Adrian Sutil       | 35    |
| 11  | Rubens Barrichello | 29    |
| 12  | Kamui Kobayashi    | 15    |
| 13  | Vitantonio Liuzzi  | 12    |
| 14  | Sébastien Buemi    | 7     |
| 15  | Vitalij Petrov     | 6     |
| 16  | Jaime Alguersuari  | 3     |
| 17  | Nicolas Hülkenberg | 2     |

### Costruttori
| Pos | Team                 | Punti |
| --- | -------------------- | ----- |
| 1   | McLaren-Mercedes     | 278   |
| 2   | RBR-Renault          | 249   |
| 3   | Ferrari              | 165   |
| 4   | Mercedes GP          | 126   |
| 5   | Renault              | 89    |
| 6   | Force India-Mercedes | 47    |
| 7   | Williams-Cosworth    | 31    |
| 8   | BMW Sauber-Ferrari   | 15    |
| 9   | STR-Ferrari          | 10    |